# Ренолдс (округ)
Округ Ренолдс (англ. Reynolds County) — округ штата Миссури, США. Население округа на 2009 год составляло 6202 человека. Административный центр округа — город Сентервилл.

## История
Округ Ренолдс основан в 1845 году.

## География
Округ занимает площадь 2100,5 км². 17,27 % площади округа занимает единственный национальный лес Миссури — «Марк-Твен».

## Демография
Согласно оценке Бюро переписи населения США, в округе Ренолдс в 2009 году проживало 6202 человека. Плотность населения составляла 3 человека на квадратный километр.